# 木村彰吾 (会計学者)
木村 彰吾（きむら しょうご、1962年 - ）は、日本の会計学者。国立大学法人東海国立大学機構理事、名古屋大学副総長。元日本管理会計学会副会長。

## 人物・経歴
1985年名古屋大学経済学部経営学科卒業。1987年名古屋大学大学院経済学研究科修了、経済学修士。1990年名古屋大学大学院経済学研究科博士後期課程単位取得満期退学、名古屋大学経済学部助手。1992年名古屋大学大学院経済学研究科研究生。
1993年椙山女学園大学生活科学部講師。1997年椙山女学園大学生活科学部助教授。1999年名古屋大学経済学部助教授。2000年名古屋大学大学院経済学研究科助教授。2001年リテラティ・クラブ優秀論文賞。2002年日本原価計算研究学会学会賞受賞。2003年名古屋大学博士（経済学）。
2004年名古屋大学大学院経済学研究科教授。2006年名古屋大学総長補佐。2008年名古屋大学大学院経済学研究科副研究科長。2010年名古屋大学評議員。2012年名古屋大学大学院経済学研究科長・経済学部長。2014年名古屋大学大学院経済学研究科附属国際経済政策研究センター長。
2015年国立大学法人名古屋大学理事（財務・施設整備担当）・副総長。2020年国立大学法人東海国立大学機構機構長補佐 Development Office室長、名古屋大学副総長（財務・施設・Development Office担当）。2024年国立大学法人東海国立大学機構理事、名古屋大学副総長（財務・施設・Development Office・広報ブランディング担当）。名古屋市公立大学法人評価委員会委員、日本管理会計学会副会長、メルコ学術振興財団理事なども歴任。

## 著書
- 『関係性のパターンと管理会計』税務経理協会 2003年
- 『自律的組織の経営システム―日本的経営の叡智』（廣本敏郎編著）森山書店 2009年
- 『トヨタ 原点回帰の管理会計』（河田信編著）中央経済社 2009年